# Thore Enochsson
Thore Sixten Enochsson (Östersund, 17 november 1908 – Stockholm, 14 maart 1993) was een Zweedse marathonloper. Hij nam eenmaal deel aan de Olympische Spelen, maar veroverde bij die gelegenheid geen medaille.

## Loopbaan
Enochsson boekte zijn eerste successen op de marathon in 1932 en 1933, toen hij nationaal kampioen werd in deze discipline. In 1934, tijdens de Europese kampioenschappen in Turijn, leverde hij wellicht zijn beste prestatie door op de marathon in 2:54.36 het zilver te veroveren, op ruim twee minuten afstand van winnaar Armas Toivonen.
Enochsson nam in 1936 deel aan de marathon op de Olympische Spelen van Berlijn en hoewel hij daar een stuk sneller was dan twee jaar eerder in Turijn - hij finishte ditmaal in 2:43.12 -, eindigde hij op de Spelen slechts op de tiende plaats.
In de jaren erna wist Enochsson nog diverse malen het podium te halen op de Zweedse kampioenschappen, maar kampioen werd hij nooit meer.
Het einde van zijn atletiekcarrière werd ten slotte in de hand gewerkt door het uitbreken van de Tweede Wereldoorlog.

## Titels
- Zweeds kampioen marathon - 1932, 1933

## Persoonlijk record
| Onderdeel | Prestatie | Jaar |
| --------- | --------- | ---- |
| marathon  | 2:40.39   | 1933 |

## Palmares

### marathon
- 1932:  Zweedse kamp. in Sodertalje - 2:29.33,8
- 1933:  Zweedse kamp. in Borås - 2:19.12,0
- 1934:  EK - 2:54.36
- 1935:  Zweedse kamp.
- 1936: 10e OS - 2:43.12
- 1938:  Zweedse kamp.
- 1939:  Zweedse kamp. in Eksjö - 2:39.34,2